# John Dudley Lavarack
Sir John Dudley Lavarack KCMG, KCVO,  KBE, CB, DSO, avstralski general, vojaški ataše in politik, * 19. december 1885, † 4. december 1957.
Po koncu vojaške kariere je bil guverner Queenslanda (1946–1957).